# Teatro San Moisè

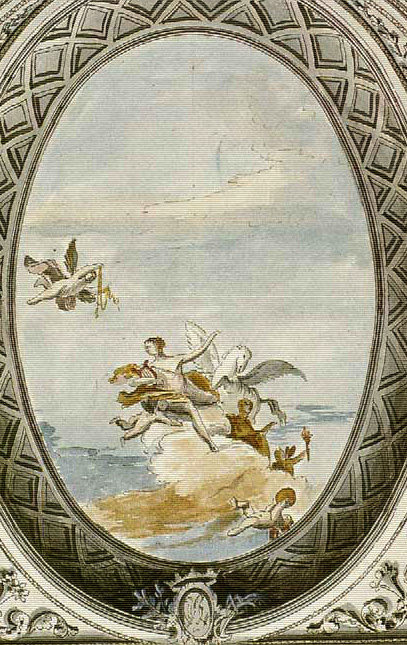
Plafond du théâtre.

Le Teatro San Moisè était un opéra de Venise, où l'on joua de 1640 à 1818. Il était situé dans un endroit bien en vue, près du Palazzo Giustinian et de l'église San Moisè, à l'entrée du Grand Canal, dans le sestiere San Marco.

## Historique

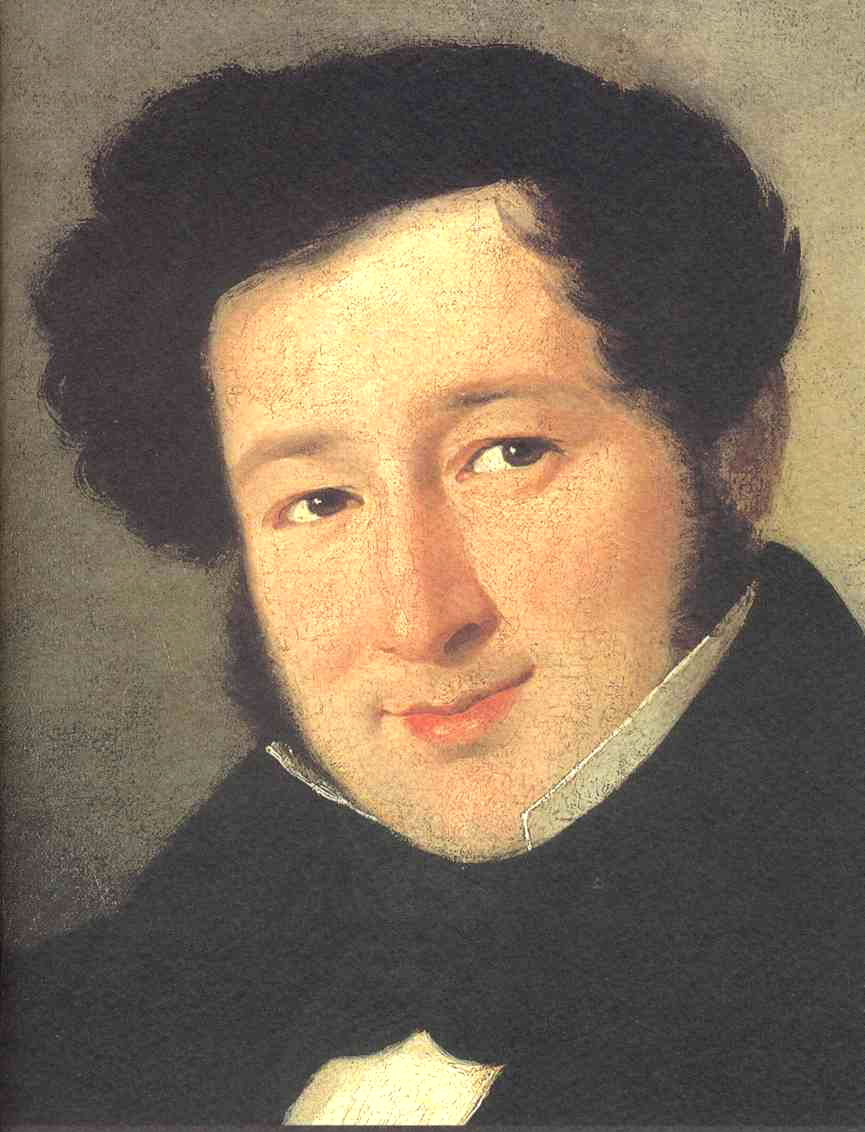
Gioacchino Rossini jeune homme, par un artiste inconnu.

Le Teatro San Moisè fut construit en 1620 par la branche San Barnaba de la famille Giustinian. La première production, en 1640, était l'opéra de Claudio Monteverdi L'Arianna (aujourd'hui perdu). Il passa ensuite dans les mains de la famille Zane et fut utilisé par la compagnie Ferrari. Le librettiste Giovanni Faustini fut l'un de ses premiers directeurs.
Au départ, c'était l'un des plus petits théâtres de Venise, mais aussi l'un des plus influents. En 1668 il fut agrandi à 800 places et par la suite, en 1674, il fut dirigé par Francesco Santurini, qui causa une révolution en réduisant de moitié le prix des billets, les abaissant à 2 lires, ce qui amena la multiplication des opéras et, par la suite, une prolifération dans la ville de théâtres en activité.
Au début du XVIIIe siècle Gasparini, Vivaldi et Albinoni donnèrent tous des œuvres au  San Moisè. Pendant les années 1740, l'opéra-bouffe napolitain gagna Venise et le San Moisè fut l'un des premiers théâtres à se consacrer à ce genre : on y vit des œuvres de Baldassare Galuppi sur des livrets de Carlo Goldoni.
Cette tendance se poursuivit pendant la plus grande partie du siècle. Au cours des années 1770 et 1780 le théâtre fut sous le contrôle du prolifique librettiste Giovanni Bertati, le Poeta Cesareo (c'est-à-dire le Poète Impérial) de l'Opéra italien à Vienne, qui se concentra sur les drammi giocosi avec Pasquale Anfossi et d'autres compositeurs.
Le San Moisè ferma finalement après avoir produit une série de farse de Rossini. Il devint d'abord un théâtre de marionnettes avant d'être reconstruit comme Teatro Minerva. Vers la fin du XXe siècle il était devenu pour partie un magasin et pour partie un bloc d'appartements.

## Les premières au Teatro San Moisè
- 1716: La costanza trionfante degl'amori e de gl'odii de Vivaldi
- 1717: Tieteberga de Vivaldi
- 1718: Artabano, re dei Parti de Vivaldi
- 1718: Armida al campo d'Egitto de Vivaldi
- 1718: Gl’inganni per vendetta de Vivaldi
- 1765: L'amore in ballo de Giovanni Paisiello
- 1766: Le serve rivali de Tommaso Traetta
- 1773: L'innocente fortunata de Giovanni Paisiello
- 1774: Le nozze in contrasto de Giovanni Valentini
- 1775: La contadina incivilita de Pasquale Anfossi
- 1775: Didone abbandonata de Pasquale Anfossi
- 1775: L'avaro de Pasquale Anfossi
- 1776: Le nozze disturbate de Giovanni Paisiello
- 1777: Lo sposo disperato de Pasquale Anfossi
- 1778: Ezio de Pasquale Anfossi
- 1778: La forza delle donne de Pasquale Anfossi
- 1779: Azor Re di Kibinga de Pasquale Anfossi
- 1781: Gli amanti canuti de Pasquale Anfossi
- 1781: Il trionfo di Arianna de Pasquale Anfossi
- 1787: L'orfanella americana de Pasquale Anfossi
- 1787: Don Giovanni Tenorio de Giuseppe Gazzaniga
- 1801: Martino Carbonaro de Giuseppe Gazzaniga
- 1802: Le metamorfosi di Pasquale de Gaspare Spontini
- 1810: La cambiale di matrimonio de Gioachino Rossini
- 1811: L'equivoco stravagante de Gioachino Rossini
- 1812: L'inganno felice de Gioachino Rossini
- 1812: La scala di seta de Gioachino Rossini
- 1812: L'occasione fa il ladro de Gioachino Rossini
- 1813: Il signor Bruschino de Gioachino Rossini
- 1815: Bettina vedova de Giovanni Pacini

## Sources
- (en) Cet article est partiellement ou en totalité issu de l’article de Wikipédia en anglais intitulé « Teatro San Moisè » (voir la liste des auteurs).